# Eschelbronn
Eschelbronn település Németországban, azon belül Baden-Württembergben. Lakosainak száma 2810 fő (2023. december 31.). Eschelbronn Lobbach, Meckesheim és Zuzenhausen községekkel határos.

## Népesség
A település népessége az elmúlt években az alábbi módon változott:
| Lakosok száma | 1973 | 2243 | 2277 | 2250 | 2274 | 2361 | 2567 | 2580 | 2572 | 2810 |
|               | 1961 | 1967 | 1974 | 1980 | 1987 | 1993 | 2000 | 2006 | 2013 | 2023 |